# Kapanga grana
Kapanga grana är en spindelart som beskrevs av Forster 1970. Kapanga grana ingår i släktet Kapanga och familjen panflöjtsspindlar. Inga underarter finns listade i Catalogue of Life.